# Emma Quaglia
Pour les articles homonymes, voir Quaglia.
Emma Quaglia (née le 15 août 1980 à Gênes) est une athlète italienne, spécialiste du fond et du marathon.

## Biographie
Emma Quaglia court d'abord sur 3 000 m steeple, spécialité dans laquelle elle représente l'Italie en Coupe d'Europe en 2003 et dans laquelle elle détient un record de 9 min 48 s 33 couru à Paris le 9 septembre 2009, ainsi que trois titres nationaux. Elle porte son record sur le marathon le 18 novembre 2012 à Turin en 2 h 28 min 15, puis sur demi-marathon en 1 h 12 min 37 le 24 mars 2013 à Milan, avant de terminer 6e des Championnats du monde à Moscou le 10 août 2013, en 2 h 34 min 16.
Elle interrompt son activité sportive de 2004 à 2006 pour affronter une grave maladie, la maladie de Basedow.